# درون‌آرواره‌داران
درون‌آرواره‌داران (نام علمی: Entognatha) نام یک رده از superclass شش‌پایان است.